# Rachid Khimoune
Rachid Khimoune est un sculpteur français d'origine algérienne né le 7 avril 1953 à Decazeville, dans l’Aveyron.

## Biographie
Diplômé de l’École supérieure des beaux-arts de Paris en 1974, Rachid Khimoune pratique d'abord la peinture avant de se tourner vers la sculpture.
Avec ses nombreuses réalisations monumentales, Rachid Khimoune qui expose depuis 1975, est représenté dans plusieurs musées, collections publiques et privées en France et à l’étranger.
« Voir ce que l'on ne voit plus, regarder autrement, dans la magie et le rêve » dit-il, c’est ce qui fait toute la poésie de son œuvre.
De la plaque d'égout, à la vieille prise de courant, en passant par les objets de récupération, Rachid redonne relief et vie à l'insignifiant. 
L'univers de Rachid Khimoune : un monde imaginaire peuplé d'animaux réels ou inventés composés d'un fatras d'objets qui peuplent notre quotidien, son « Bestiaire » comme il l’appelle, est aujourd'hui reconnu internationalement par la critique.
Dans les années 70-80, Rachid Khimoune s'était installé à la Maladrerie, mais son atelier s'avère trop petit et en 1989, lors d’un évènement organisé pour le bicentenaire, Rachid Khimoune découvre le Fort d'Aubervilliers où il installera son atelier,.
Il est le compagnon d'Ève Ruggieri.

## Principales expositions personnelles

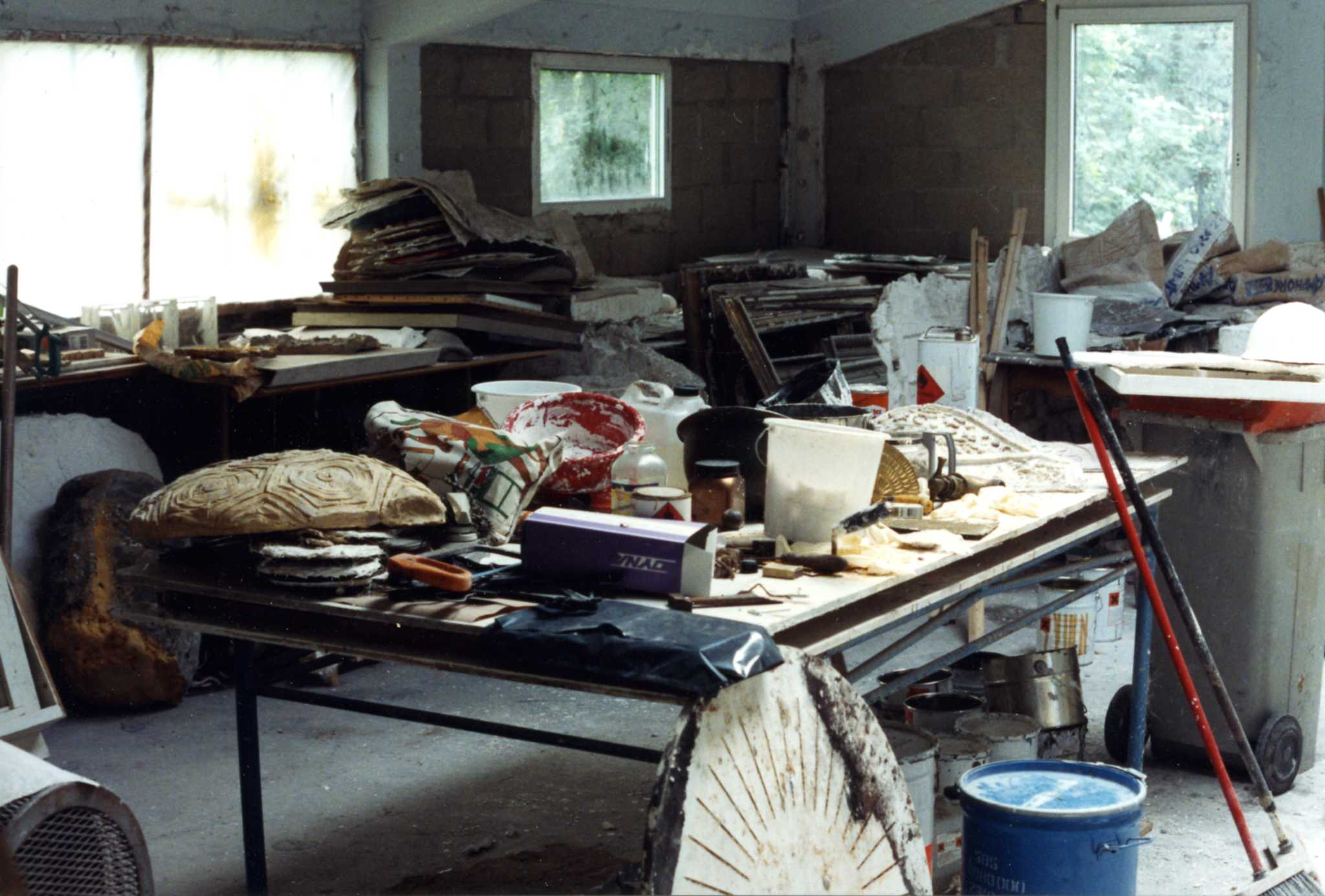
L'atelier de Rachid Khimoune vers 1987

- 1975 : Galerie Sanguine, Collioure
- 1977 : Université Georgetown, Washington
- 1980 : Galerie Peinture Fraîche, Paris
- 1985 : Centre Culturel, Le Blanc Mesnil ; Centre Culturel, Tulle ; Centre d’action culturelle, Saint-Quentin-en-Yvelines
- 1986 : Les hommes-valises, Centre culturel algérien, Paris ; Centre Jean Gagnant, Limoges ; École des Beaux-Arts, Nancy.
- 1988 : Centre culturel, Neuchâtel (Suisse)
- 1989 : Galerie du Théâtre de l’Agora, Évry ; Centre Jacques Prévert, Évry ; Poissons-marelles, Galerie Art’O, Aubervilliers (poème de Tahar Djaout) ; Galerie Antoine de Galbert, Grenoble
- 1990 : Galerie Claudine Planque, Lausanne
- 1991 : Galerie Claude Monet, Bezons (poème de Bernard Rousseaux) ; Futur-composé, Collégiale Saint-André, Chartres et Galerie Daphné Behm Williamme, Chartres (préfaces de Pierre Restany et Bernard Rousseaux) ; Galerie Régine Deschênes, Paris ; Château de Servière, Marseille
- 1992 : Ajuntament de Sabadell, Barcelone (préface de Michel-Georges Bernard)
- 1993 : Musée Picasso, Antibes (préfaces de Pierre Restany et François Maspero) ; Galerie Anpire, Paris
- 1996 : Espace Pierre Cardin, Paris
- 1998 : Galerie de l’Europe, Paris.
- 2002 : Casa de Francia, Mexico
- 2003 : Grimaldi Forum, Monte Carlo (Monaco)
- 2006 : Galerie Samagra, Paris ; Pavillon des Arts, Foire de Genève
- 2007 : Ancien Hôtel de Ville de Saint-Denis-de-La-Réunion
- 2007 : Bastide de Capelongue, Bonnieux
- 2007 : Galerie Meyer Le Bihan, Paris.
- 2008 : Maison Elsa Triolet - Aragon, Saint-Arnoult-en-Yvelines
- 2009 : Galerie Art Sawa, Dubai. Émirats arabes unis
- 2010 : Maison de l'Afrique, Paris
- 2012 : Galerie Vallois, Paris
- 2018 : L'Artsenal, Dreux

## Principales réalisations monumentales
- 1985 : Relief, Espace Bonnefoix, Toulouse. Relief, Centre Culturel, Tulle. Les Enfants du Monde, sculptures, Le Blanc-Mesnil.
- 1986 : Relief, Besançon. Relief, Fondation Danielle Mitterrand, New York. Don Quichotte et Sancho Pança, sculpture, Stains. Relief, Bureau de Postes, Limoges-Beaubreuil.
- 1987 : Relief, Pau. La Famille, relief, École des Beaux-Arts de Hangzhou (Chine).
- 1988 : Les Guerriers, sculpture, Parc Olympique, Séoul (Corée).
- 1989 : Les Quatre Mousquetaires, relief, Centre Jacques Prévert, Évry. Relief, Grenoble. Relief, Centre Culturel de La Madeleine, Évreux. Cheikh-speare, sculpture, Mantes-la-Jolie.
- 1993 : Les Enfants du Monde, Sculptures, Neuchâtel. Les Croisés, Chartres.
- 2001 : Les Enfants du Monde, 21 Sculptures en bronze installées sur les terrasses du Parc de Bercy à Paris. (Images )
- 2003 : Sculpture Felipe le Mexicain, Musée d’histoire, Cuernavaca (Mexique).
- 2004 : Sculpture Jean-Baptiste le Monégasque, Monte-Carlo (Monaco).
- 2007 : Sculpture Naomi l'Africaine, Ouagadougou (Burkina Faso).
- 2007 : Relief Les Quatre Saisons, Villetaneuse.
- 2009 : El Mamoun le Marocain, Sculpture et Dessin, Hôtel La Mamounia, Marrakech (Maroc).
- 2009 : Les Enfants du Monde, 21 sculptures en bronze, Université Américaine, Abu Dhabi (EAU).
- 2010 : Les Enfants du Monde, 21 sculptures en bronze, Expo 2010 à Shanghai (Chine).
- 2011 : 1000 Tortues-Casques, Parvis du Trocadéro, Paris (France).
- 2011 : 1000 Tortues-Casques, Omaha Beach, Colleville sur Mer (France).

## Principales expositions collectives
- 1976 : Salon international de Toulon.
- 1978 : "Salon du Signe et de la Lettre", Paris. Salon de Mai, Paris. Espace Cardin, Paris.
- 1980 : Centre National d’Art Contemporain, Paris. 1981 : Salon des Réalités Nouvelles, Paris.
- 1983 : Centre d’art du Montcela, Jouy-en-Josas.
- 1984 : "Les enfants de l’immigration", Centre G. Pompidou, Paris. Sols, CNAP, Paris. "Salon de Vitry".
- 1985 : Hanovre (R.F.A.). Barcelone. Palais des Congrès, Perpignan.
- 1986 : "Salon Comparaisons", Paris.
- 1987 : École des Beaux-Arts de Nancy. Inauguration de l’Institut du monde arabe, Paris. Centre Culturel de Neuchâtel.
- 1995 : "Les effets du voyage", Palais des Congrès, Le Mans. Galerie Del Léon, Venise.
- 1997 : Biennale de la sculpture, Monte Carlo (Monaco).
- 1999 : Galerie Ovadia, Nancy. Galerie Yoshii, Paris. Festival du film fantastique, Gérardmer. Musée Bourdelle, Paris.
- 2005 : Salon Art-Paris, Galerie Del Lèon, Paris. "Biennale des lions", Lyon.
- 2006 : "Vach’Art", Paris. "Biennale de Lyon", Turin.
- 2007 : "Mu-Nan la Chinoise" à St Tropez.
- 2007 : Salon du Collectionneur au Grand Palais, Paris.
- 2007 : Institut du Monde Arabe, Paris.
- 2008 : Biennale Européenne d'Art Contemporain, Eragny sur Oise
- 2008 : Rencontre Internationale de la Sculpture, Hettange Grande. France
- 2008 : Galerie U Want Art, Shanghai. Chine
- 2008 : Biennale des Lions, Lyon-Québec 2008. Lyon
- 2008 : Salon Art Paris, Abu Dhabi. Émirats arabes unis

## Distinctions
- Lauréat du Prix de la Fondation de France (1980)
- Chevalier des Arts et des Lettres (2002)
- Grande Médaille de la Ville de Paris (2004)
- Chevalier de la Légion d'honneur (2007)

## Éléments de bibliographie
: source utilisée pour la rédaction de cet article
- Rachid K., Futur-composé, textes de Georges Lemoine, Daphné Behm-Williamme, François Maspéro, Bernard Rousseaux, collégiale St André et Galerie Daphné Behm Williamme, 1991.
- Rachid Khimoune, textes de Pierre Restany, Michel Archimbaud, François Maspéro, Musée Picasso, Antibes, 1993.
- Les effets du voyage, 25 artistes algériens, (textes de Fatma Zohra Zamoum, Ramon Tio Bellido, Michel-Georges Bernard et Malika Dorbani Bouabdellah), Palais des Congrès et de la Culture, Le Mans, décembre 1995  (ISBN 2-9509698-0-1).
- Les Enfants du monde, par Rachid Khimoune, textes de François Maspero, Pierre Restany, Tahar Djaout, Jean-Marie Gibbal et un entretien avec Michel Archimbaud. Photographies de Philippe Fuzeau ; Paris-Musées, Somogy éditions d'art, 2001.
- Xuriguera, Gérard, Rachid Khimoune. Paris-Musées, 2003
- Tahar Djaout, Une mémoire mise en signes, Écrits sur l'art, textes réunis par Michel-Georges Bernard, Préface de Hamid Nacer-Khodja, El Kalima Éditions, Alger, 2013 (p. 127-130; éléments de biographie, p. 171).
- Rachid Khimoune : rétrospective, 24 novembre 2017-1er avril 2018. Dreux, L'Art-Senal, 2018